# Paratetrapedia fervida
Paratetrapedia fervida är en biart som först beskrevs av Smith 1879.  Paratetrapedia fervida ingår i släktet Paratetrapedia och familjen långtungebin. Inga underarter finns listade i Catalogue of Life.